# Martinsburg (Iowa)
Martinsburg és una població dels Estats Units a l'estat d'Iowa. Segons el cens del 2000 tenia 126 habitants.

## Demografia
Segons el cens del 2000, Martinsburg tenia 126 habitants, 51 habitatges, i 39 famílies. La densitat de població era de 128 habitants/km².
Dels 51 habitatges en un 27,5% hi vivien nens de menys de 18 anys, en un 60,8% hi vivien parelles casades, en un 13,7% dones solteres, i en un 23,5% no eren unitats familiars. En el 19,6% dels habitatges hi vivien persones soles el 9,8% de les quals corresponia a persones de 65 anys o més que vivien soles. El nombre mitjà de persones vivint en cada habitatge era de 2,47 i el nombre mitjà de persones que vivien en cada família era de 2,82.
Per edats la població es repartia de la següent manera: un 23,8% tenia menys de 18 anys, un 8,7% entre 18 i 24, un 23% entre 25 i 44, un 24,6% de 45 a 60 i un 19,8% 65 anys o més.
L'edat mediana era de 42 anys. Per cada 100 dones de 18 o més anys hi havia 88,2 homes.
La renda mediana per habitatge era de 35.625 $ i la renda mediana per família de 41.250 $. Els homes tenien una renda mediana de 26.250 $ mentre que les dones 13.750 $. La renda per capita de la població era de 17.807 $. Cap de les famílies i l'1,6% de la població estaven per davall del llindar de pobresa.

## Poblacions més properes
El següent diagrama mostra les poblacions més properes.